# Eric Kabera
Eric Kabera (1970) és un periodista i cineasta ruandès, fundador i president del Rwanda Cinema Center.

## Primers anys i carrera
Tot i ser ruandès, Kabera va néixer al Zaire, ara República Democràtica del Congo (DRC). Tot i que encara vivia a la RDC quan es va produir el genocidi de Ruanda iniciat l'abril de 1994, Kabera va dir que dels membres de la seva família que vivien a Ruanda en el moment, 32 d'ells moren per la violència. Això els va inspirar per realitzar el 2001 una pel·lícula sobre el genocidi titulada 100 Days i un documental de 2004 titulat Keepers of Memory en què va entrevistar tant a les víctimes com els autors de les atrocitats. 100 Days, que Kabera va fer en col·laboració amb el cineasta britànic Nick Hughes, va ser la primera pel·lícula rodada a Ruanda després del genocidi i també la primera pel·lícula sobre el genocidi. La pel·lícula va emprar actors no professionals, ja que els realitzadors van utilitzar supervivents reals tutsi i hutu, i va ser filmada en els escenaris reals on es van produir els actes de genocidi.

## Activitats actuals
Avui, Kabera és el fundador i president del Rwanda Cinema Center, una organització que té com a objectiu promoure la indústria cinematogràfica del país. Inicialment Kabera va configurar el centre com a organització que tindria com a objectiu formar als nous realitzadors, però des de l'any 2005 el centre ha estat conegut per l'organització anual del Festival de Cinema de Ruanda. El Festival de Cinema de Ruanda, anomenat "Hillywood" pel sobrenom de Ruanda "Terra dels Mil Turons", és un festival itinerant. A causa del desig de Kabera per mostrar les pel·lícules a una audiència el més àmplia possible, el festival es realitza no sols a la capital Kigali, sinó que les pel·lícules, especialment les realitzades per cineastes ruandesos, també són exhibides en grans pantalles inflables a les zones rurals d'arreu del país. Més recentment, Kabera ha declarat que el Festival deixarà de centrar-se únicament en la qüestió del genocidi; en comptes d'això explorarà "altres problemes socials" de la Ruanda moderna. Kabera va dir que li agradaria fer una comèdia.
En part per ajudar encara més a promoure el festival de cinema, Kabera ha iniciat un projecte per construir la primera sala de cinema de Ruanda a Kigali. La sala ha estat en construcció almenys des de 2007 però el progrés és lent a causa de la falta de fons necessaris per completar el projecte.

## Filmografia
| Any  | Pel·lícula                  | Participació                   |
| ---- | --------------------------- | ------------------------------ |
| 2001 | 100 Days                    | Productor                      |
| 2004 | Keepers of Memory           | Guionista, director, productor |
| 2008 | Iseta: Behind the Roadblock | Co-productor                   |
| 2010 | Africa United               | Productor                      |